# Episodi di Elliott il terrestre
La prima stagione della serie animata Elliott il terrestre, composta da 16 episodi, è stata prima trasmessa nel Regno Unito il 6 marzo 2021 (solo le prime 4 puntate), dal 29 marzo al 9 aprile 2021 negli Stati Uniti su Cartoon Network.
In Italia la stagione viene trasmessa dal 3 maggio al 12 maggio 2021 su Cartoon Network.
| nº | Titolo originale          | Titolo italiano        | Prima TV originale | Prima TV Italia |
| -- | ------------------------- | ---------------------- | ------------------ | --------------- |
| 1  | Wednesday                 | Mercoledì - parte 1    | 29 marzo 2021      | 3 maggio 2021   |
| 2  | Wednesday                 | Mercoledì - parte 2    | 29 marzo 2021      | 3 maggio 2021   |
| 3  | Wednesday                 | Mercoledì - parte 3    | 29 marzo 2021      | 4 maggio 2021   |
| 4  | Wednesday                 | Mercoledì - parte 4    | 29 marzo 2021      | 4 maggio 2021   |
| 5  | Idiosyncratic Induction   | Primo giorno di scuola | 30 marzo 2021      | 5 maggio 2021   |
| 6  | Memory Mayhem             | Mamma interrogata      | 30 marzo 2021      | 5 maggio 2021   |
| 7  | Developing Dilemma        | L'animale di casa      | 31 marzo 2021      | 6 maggio 2021   |
| 8  | Inadvertent Inversion     | Lezione sottosopra     | 31 marzo 2021      | 6 maggio 2021   |
| 9  | Regurgitated Reminiscence | Oggetti guasti         | 1 aprile 2021      | 7 maggio 2021   |
| 10 | Chaotic Clumping          | Teletrasporto          | 1 aprile 2021      | 7 maggio 2021   |
| 11 | Parallel Paradox          | Ologrammi e impegni    | 2 aprile 2021      | 10 maggio 2021  |
| 12 | Problematic Prophecies    | Prevedere il futuro    | 5 aprile 2021      | 10 maggio 2021  |
| 13 | Temporal Tedium           | L'amico lento          | 6 aprile 2021      | 11 maggio 2021  |
| 14 | Companion Confusion       | Confusione tra amici   | 7 aprile 2021      | 11 maggio 2021  |
| 15 | Melancholic Megalomaniac  | Rimpatriata a sorpresa | 8 aprile 2021      | 12 maggio 2021  |
| 16 | Diminishing Discourse     | Linguaggi sconosciuti  | 9 aprile 2021      | 12 maggio 2021  |